# Рождество Богородично (Мегали Панагия)
„Рождество Богородично“, известна като Панагуда (на гръцки: Γενεσίου Θεοτόκου, Παναγούδα), е средновековна православна църква в село Мегали Панагия (Ревеник), Халкидики, Гърция, част от Йерисовската, Светогорска и Ардамерска епархия. Църквата е разположена на най-високото място в Равеник - крепостта над селото. Според традицията е построена в 1007 година.